# Śpiewający detektyw
Śpiewający detektyw (ang. The Singing Detective) – amerykański film z 2003 roku w reżyserii Keitha Gordona. Scenariusz oparto na brytyjskim miniserialu telewizyjnym z 1986 roku z Michaelem Gambonem w roli głównej.

## Obsada
- Robert Downey Jr. – Dan Dark
- Robin Wright Penn – Nicola/Nina/Blonde
- Mel Gibson – Doktor Gibbon
- Jeremy Northam – Mark Binney
- Katie Holmes – pielęgniarka Mills
- Adrien Brody – pierwszy Hood
- Jon Polito – drugi Hood
- Carla Gugino – Betty Dark/prostytutka

## Fabuła
Dan Dark jest autorem kryminałów klasy B. Od pewnego czasu nie może nic napisać, gdyż przebywa w szpitalu z powodu nieuleczalnej choroby skóry. Z tego powodu praktycznie nie może się poruszać, więc swoje nowe dzieło "pisze" w głowie. Jest to scenariusz bazujący na jego debiutanckiej powieści Śpiewający detektyw. Jej bohaterem był cyniczny i twardy prywatny detektyw, który zastępuje piosenkarza w zespole tanecznym. Prowadzi śledztwo w sprawie morderstwa prostytutki. Wkrótce te dwa światy zaczynają się przeplatać ze sobą. Jedyna osobą, która może pomóc Darkowi jest niekonwencjonalny psychiatra dr Gibbon.

## Opinie o filmie
- Kultura (dodatek do Dziennika Polska-Europa-Świat)[1].

Powstała iście kosmiczna mieszanka komedii, czarnego kryminału i musicalu. Pomieszanie tak wielkie, że widz dostaje oczopląsu i migreny od nadmiaru wrażeń.

## Nagrody i nominacje
Nagroda Satelita 2003
- Najlepszy aktor w komedii/musicalu - Robert Downey Jr. (nominacja)